# Cubeo
Cubeo (Kubéwa, Kobéua, Cobewa, Cobéua, Corôa, Kubéu, Kobewa, Kobewána, Kubéo; sami sebe nazivaju Pamíwa, u značenju ljudi), jedno od najznačajnijih Tucanoan plemena nastanjenih u Kolumbiji i susjednim područjima Brazila i Venezuele. Teritorij Cubeo Indijanaca nalazi se uz rijeku río Querarý, gornja Aiarý (pritoka Içane) i Hähänaua ili pravih Cubea na río Cuduiarý. Cubeo broje peko 6.000 duša (1994 SIL)  od čega 6.000 u Kolumbiji i oko 150 kod São Gabriela na sjeverozapadu brazilske države Amazonas na rijeci Uaupés. 
Najbrojniji kolumbijski Cubeo, žive u 4 departmana: a) Vaupés, 663 u općini Caruru i 1.929 u općini Acaricuara, (Arango & Sánchez 1998); b) u departmanu Amazonas na općinama Leticia i Mirití-Parana; c) departman Guainía, na općini Puerto Inírida s plemenima Kurripako, Guanano, Desana, Piratapuyo, Tucano i Puinave; d) departman Vichada u općini Puerto Carreño, s plemenima Kurripako i Puinave.
Kulturno pripadaju plemenima Kišne šume. Organizirani su u tri egzogamne fratrije koje obuhvaćaju 38 klanova. Tradicionalna kuća (nastamba) je kolektivna maloca. Ekonomska aktivnost počiva na zemljoradnji posijeci-i-spali, s gorkom (otrovnom) maniokom, kao osnovnom prehrambenom biljkom, uz koju uzgajaj i drugo korijenje i voće. od zanata poznaju košaraštvo i drvorezbarstvo, izrada kanua, vesala; ribarske zamke. tekstil proizvode od vlakana cumare-palme (Astrocaryum chambira) 

## Običaji
Najkompleksnije i najvažnije ceremonije kod Cubea su ceremonije oplakivanja pokojnika, poznate pod kolektivnim imenom óyne, što Irving Goldman prevodi s eng. riječju weeping. posao je u sdruštvu podijeljen po dobnim granicama i spolu, muški i ženski.

## Vanjske poveznice
- Cubeo
- Lengua Kubewa
- Ethnologue (16th)